# Nanchong
Nanchong (en chino, 南充; pinyin, Nánchōng; en sichuanés, Lan2cong1) es una ciudad en el noreste de la provincia de Sichuan, en la República Popular China. Sus abundantes cítricos y seda son mundialmente famosos, con la cual se la conoce como la Ciudad de las Frutas (果城) y la Capital de la Seda (绸都). Su área es de 12 482 km² y su población total para 2010 superó los 6,27 millones de habitantes. 

## Administración
La ciudad-prefectura de Nanchong se divide en 9 localidades que se administran en 3 distritos urbanos, 1 ciudad suburbana y 5 condados rurales.
- Distrito Shunqing 顺庆区
- Distrito Gaoping 高坪区
- Distrito Jialing 嘉陵区
- Ciudad Langzhong 阆中市
- Condado Nanbu 南部县
- Condado Xichong  西充县
- Condado Yingshan 营山县
- Condado Yilong 仪陇县
- Condado Peng'an 蓬安县

## Toponimia
El topónimo Nanchong se compone de los sinogramas Nan que significa 'sur'  y Chong (nombre de lugar), lo que da como resultado 'al sur de Chong' . Debido a una variedad de antiguas fuentes, existen diferentes opiniones sobre el topónimo para Chong. Generalmente se dice que Chong indica su dirección ante el importante Condado Chong'guo (充国县).
Según "Explicación de los Nombres de las Prefecturas y Condados" (郡县释名), "Chong" toma su nombre del significado de 'plenitud' (充实 Chōngshí), ya que en ese momento la población y los recursos eran prósperos.
Según "Crónicas de los Dieciséis Reinos" (十六国春秋) de la dinastía Wei del Norte, se registra lo siguiente: "Cuando Qin unificó el imperio, estableció la comandancia de Qianzhong y les impuso un impuesto, cada persona debía pagar cuarenta monedas al año. Como los Ba llamaban a ese impuesto 'Cong' (賨), gradualmente adoptaron ese nombre", 'Chong'.
Investigaciones históricas indican que un grupo del pueblo Ba recibió el nombre de "la Serpiente" porque su totem era una serpiente.  En la dinastía Xia, debido a que el lugar de nacimiento de Yu el Grande, el monte Shi Niu, estaba ubicado a poco más de cien lis al norte del monte Chong (崇山), las tribus lideradas por Yu el Grande, incluidos los Ba de la Serpiente, fueron llamados el pueblo Chong (崇人).
La enciclopedia del siglo X, escrita por Yue Shi (乐史), Geografía universal de la Era Taiping (太平寰宇记) en su volumen 86, menciona que Nanchong recibió su nombre del antiguo Estado Chong (充国).
Por otro lado, el "Gran Diccionario de Historia de las Minorías Étnicas de China" (中国少数民族史大辞典) menciona que debido a que inicialmente era una región habitada por grupos étnicos no Han, se añadió el carácter 'guo' (国, que significa 'nación'), esto indicaría que el 'guo' no necesariamente indica 'estado o reino'.

## Historia
En el año 202 aC, durante la dinastía Han el emperador Liu Bang ,estableció en este lugar el Condado Anhan (安汉 'establecido por Han'). En el año 8 AD, el nombre se cambió a Anxin (安新), pero volvió a ser Anhan en el año 25 AD.
En el año 90 del siglo I, durante la dinastía Ha se restableció el Condado  Chongguo (充国县), este condado fue dividido posteriormente (año 194) en dos partes: Chongguo del Sur (南充国 Nanchong Guo) y Chongguo occidental (西充国 Xichong Guo).
En el año 598, durante la dinastía Sui (581-618), el condado Anhan (安汉县) fue renombrado como Nanchong (南充县), esto se debió a que el condado Anhan estaba ubicado al sur del antiguo condado Nanchong Guo. Se decidió adoptar el nombre "Nanchong" para reflejar esta conexión histórica y geográfica.
En el año 1073, durante la dinastía Song del Norte (1073), el condado Liuxi fue abolido y fusionado con Nanchong. En 1227, Guozhou (果州 'la Provincia de la fruta') fue ascendida a Prefectura Shunqing (顺庆府) y Nanchong era parte de ella.
Después de la Revolución de 1911, se abolieron los condados pero se mantuvieron las prefecturas, el área bajo la jurisdicción de la Prefectura Shunqing quedó reducida únicamente al territorio del antiguo Condado  Nanchong. En 1913, se abolió la Prefectura Shunqing y se restableció el Condado Nanchong. 
En 1950, se estableció la ciudad Nanchong (a nivel condado) y en 1993, se estableció la ciudad Nanchong (a nivel prefectura). Los nombres Shunqing y Xichong ahora hacen parte de su territorio.

## Estado Chong
El Estado Chong (充国 Chōng guó) fue un reino que existió en esta región durante el período de las Primaveras y Otoños y los Reinos Combatientes. 
Después de la fundación de la dinastía Zhou Occidental, tanto los Ba del Tigre como los Ba de la Serpiente se convirtieron en parte de un único estado, el Estado Ba. Sin embargo, no fue hasta el año 588 a. C., durante el período de las Primaveras y Otoños, que los Ba de la Serpiente lograron independizarse del Estado de Ba dominado por los Ba del Tigre. Establecieron su propio reino, conocido como Estado Chong, en la región de las montañas Daba y el río Yushui (hoy río Jialing), con la actual ciudad de Langzhong como su capital.
Gracias a su entorno geográfico, el Estado Chong mejoró enormemente y se convirtió en uno de los cuatro regímenes poderosos de la cuenca de Sichuan junto con Ba, Shu y Ju, con un total de catorce generaciones de reyes. No fue hasta el año 318 a. C. que el estado de Chong fue destruido por el poder del estado Ba y el estado de Qin. Por diversas razones, el Estado Chong, que en su día fue próspero en la cuenca de Sichuan, no dejó mucha información después de la gran marea de la historia; aunque solo hay registros esporádicos en los clásicos de la dinastía Han occidental y anteriores.
La actual Nanchong estaba dentro del Estado Chong, se puede ver que en términos de ubicación, Nanchong estaba de hecho en el sur del Estado Chong. Quizás por eso existe la opinión de que Nanchong recibió su nombre porque estaba ubicada en el sur del Estado Chong. 
Existe la opinión de que el Condado Nanchong Guo recibió su nombre del Estado Chong. Esto sugiere que, si el nombre de Nanchong realmente proviene de la abreviación del Condado Nanchong Guo , este a su vez proviene del Estado Chong.

## Comunicaciones
Actualmente dos autopistas conectan la ciudad de Nanchong con otras ciudades. La autopista Chengnan conecta Nanchong con la capital provincial, Chengdu. Al este se encuentra la autopista de Nanguang de Nanchong a Guang'an. La ciudad cuenta además con una carretera de circunvalación terminada de construir a finales de 2007. Actualmente (2007), está en construcción la autopista Nanyu de Nanchong a Chongqing.
La línea de ferrocarriles Dacheng, de Dazhou a Chengdú, atraviesa Nanchong. En la estación central de Nanghon se pueden tomar trenes hacia: Shanghái, Chongqing, Guangzhou, Wuhan, Shenzhen, Dongguan, Dazhou y Wanzhou. Actualmente (2007) existe un plan para construir una línea entre Lanzhou a Chongqing que también atravesará Nanchong.
El aeropuerto Nanchong Gaoping permite tomar vuelos a Pekín y Cantón.
La ciudad está situada cerca del río Jialing. 

## Educación superior
Hay 4 universidades en la ciudad:
- Universidad Southwest Petroleum
- Universidad China Oeste
- Facultad de Medicina Sichuan Norte
- Nanchong Professional Technic

## Clima
Al igual que el resto de la cuenca de Sichuan, Nanchong tiene un clima subtropical húmedo con influencia monzónica con alta humedad durante todo el año; los inviernos son cortos y suaves, mientras que los veranos son largos, calurosos y húmedos. La temperatura media mensual varía de 6,5 °C  en enero a 27,3 °C  en julio; la media anual es de 17,38 °C. Las heladas son poco frecuentes y el período sin heladas dura entre 290 y 320 días.
Más del 70% de los 1003 mm de precipitación anual se produce de mayo a septiembre. Con un porcentaje mensual de luz solar posible que varía de alrededor del 9% en diciembre al 47% en agosto, la ciudad recibe solo 1135 horas de sol al año. La primavera (marzo-abril) tiende a ser más soleada y cálida durante el día que el otoño (octubre-noviembre).
| Parámetros climáticos promedio de Nanchong (1971–2000) | Parámetros climáticos promedio de Nanchong (1971–2000) | Parámetros climáticos promedio de Nanchong (1971–2000) | Parámetros climáticos promedio de Nanchong (1971–2000) | Parámetros climáticos promedio de Nanchong (1971–2000) | Parámetros climáticos promedio de Nanchong (1971–2000) | Parámetros climáticos promedio de Nanchong (1971–2000) | Parámetros climáticos promedio de Nanchong (1971–2000) | Parámetros climáticos promedio de Nanchong (1971–2000) | Parámetros climáticos promedio de Nanchong (1971–2000) | Parámetros climáticos promedio de Nanchong (1971–2000) | Parámetros climáticos promedio de Nanchong (1971–2000) | Parámetros climáticos promedio de Nanchong (1971–2000) | Parámetros climáticos promedio de Nanchong (1971–2000) |
| Mes                                                    | Ene.                                                   | Feb.                                                   | Mar.                                                   | Abr.                                                   | May.                                                   | Jun.                                                   | Jul.                                                   | Ago.                                                   | Sep.                                                   | Oct.                                                   | Nov.                                                   | Dic.                                                   | Anual                                                  |
| ------------------------------------------------------ | ------------------------------------------------------ | ------------------------------------------------------ | ------------------------------------------------------ | ------------------------------------------------------ | ------------------------------------------------------ | ------------------------------------------------------ | ------------------------------------------------------ | ------------------------------------------------------ | ------------------------------------------------------ | ------------------------------------------------------ | ------------------------------------------------------ | ------------------------------------------------------ | ------------------------------------------------------ |
| Temp. máx. media (°C)                                  | 9.2                                                    | 11.7                                                   | 16.4                                                   | 22.3                                                   | 26.6                                                   | 28.9                                                   | 31.5                                                   | 32.4                                                   | 26.5                                                   | 21.1                                                   | 16.0                                                   | 10.5                                                   | 21.1                                                   |
| Temp. mín. media (°C)                                  | 4.3                                                    | 6.1                                                    | 9.7                                                    | 14.2                                                   | 18.4                                                   | 21.5                                                   | 23.8                                                   | 23.7                                                   | 19.9                                                   | 15.4                                                   | 10.6                                                   | 6.0                                                    | 14.5                                                   |
| Precipitación total (mm)                               | 16.2                                                   | 16.9                                                   | 30.3                                                   | 75.1                                                   | 118.4                                                  | 147.2                                                  | 188.3                                                  | 125.9                                                  | 135.5                                                  | 78.1                                                   | 37.3                                                   | 18.0                                                   | 987.2                                                  |
| Días de precipitaciones (≥ 0,1 mm)                     | 8.9                                                    | 8.6                                                    | 10.7                                                   | 12.5                                                   | 13.5                                                   | 13.6                                                   | 12.8                                                   | 10.1                                                   | 14.6                                                   | 14.0                                                   | 10.6                                                   | 8.3                                                    | 138.2                                                  |
| Horas de sol                                           | 31.7                                                   | 43.6                                                   | 81.7                                                   | 118.4                                                  | 130.7                                                  | 122.6                                                  | 168.6                                                  | 193.8                                                  | 96.5                                                   | 67.5                                                   | 53.3                                                   | 26.9                                                   | 1135.3                                                 |
| Humedad relativa (%)                                   | 85                                                     | 81                                                     | 77                                                     | 76                                                     | 75                                                     | 79                                                     | 80                                                     | 76                                                     | 82                                                     | 84                                                     | 84                                                     | 86                                                     | 80.4                                                   |
| Fuente: Administración Meteorológica China             |                                                        |                                                        |                                                        |                                                        |                                                        |                                                        |                                                        |                                                        |                                                        |                                                        |                                                        |                                                        |                                                        |